# Eiskunstlauf-Weltmeisterschaften 2011
Die 101. Eiskunstlauf-Weltmeisterschaften fanden vom 24. April bis 1. Mai 2011 in Moskau statt. Veranstaltungsort war die Megasport-Arena.

## Austragungsort
Am 21. Juni 2008 gab die Internationale Eislaufunion (ISU) den Gastgeber der Olympischen Winterspiele von 1998, den japanischen Wintersportort Nagano, als Ausrichter bekannt. Später wurde die Veranstaltung in die japanische Hauptstadt Tokio verlegt. Dort sollte sie vom 21. bis 27. März in der Sporthalle Kokuritsu Yoyogi Kyōgijō stattfinden.
Nach dem Erdbeben in Japan am 11. März 2011 und den dadurch verursachten schwerwiegenden Folgen (unter anderem der Unfallserie im Kernkraftwerk Fukushima I) gab die ISU am 21. März 2011 bekannt, dass die Weltmeisterschaften nicht in Japan stattfinden werden. Als Ersatzausrichter benannte die ISU am 24. März schließlich Moskau, nicht zuletzt nachdem Wladimir Putin die Übernahme aller Kosten sowie der Beschleunigung von Visaprozeduren versichert hatte. Neben Moskau hatten sich auch Vancouver, Lake Placid, Colorado Springs, Zagreb, Turku und Graz zur kurzfristigen Übernahme der Ausrichtung bereit erklärt.

## Startplätze
Folgenden Ländern standen auf Grundlage der WM-Ergebnisse des Vorjahres mehrere Startplätze für die Welttitelkämpfe 2011 zu.
| Startplätze | Herren                                         | Damen                                                                 | Paare                                 | Eistanz                                                          |
| ----------- | ---------------------------------------------- | --------------------------------------------------------------------- | ------------------------------------- | ---------------------------------------------------------------- |
| 3           | Kanada Japan Vereinigte Staaten                | Japan                                                                 | Volksrepublik China Russland          | Kanada Vereinigte Staaten                                        |
| 2           | Belgien Tschechien Frankreich Italien Schweden | Kanada Finnland Italien Russland Südkorea Schweden Vereinigte Staaten | Kanada Deutschland Vereinigte Staaten | Frankreich Ungarn Israel Italien Russland Vereinigtes Königreich |

## Bilanz

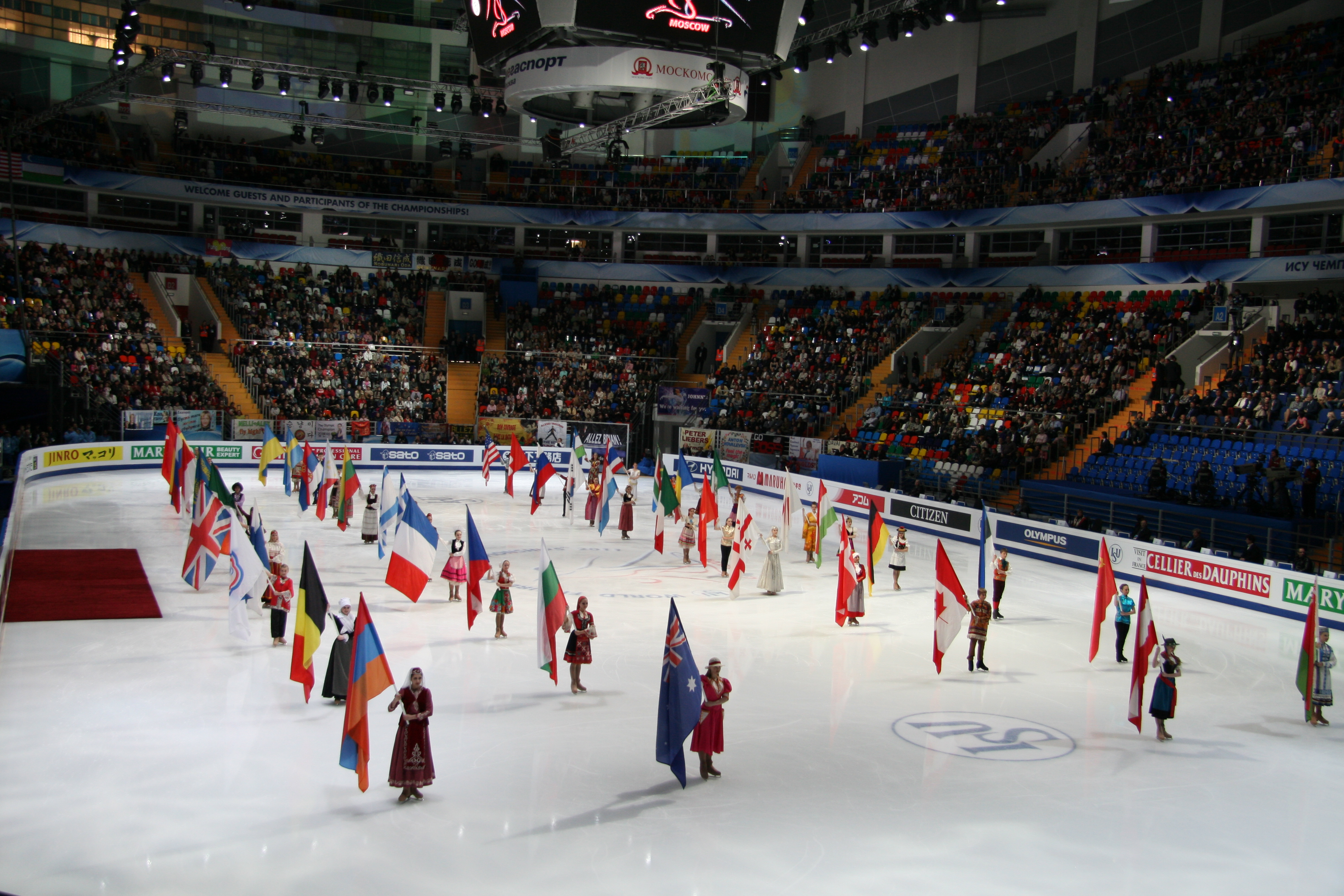
Eröffnungsfeier der Eiskunstlauf-WM 2011

### Medaillenspiegel
| Platz | Land                | Gold | Silber | Bronze | Gesamt |
| ----- | ------------------- | ---- | ------ | ------ | ------ |
| 1     | Japan               | 1    | 1      | –      | 2      |
| 1     | Kanada              | 1    | 1      | –      | 2      |
| 3     | Vereinigte Staaten  | 1    | –      | 1      | 2      |
| 4     | Deutschland         | 1    | –      | –      | 1      |
| 5     | Russland            | –    | 1      | 1      | 2      |
| 6     | Südkorea            | –    | 1      | –      | 1      |
| 7     | Italien             | –    | –      | 1      | 1      |
| 7     | Volksrepublik China | –    | –      | 1      | 1      |

### Medaillengewinner
| Konkurrenz | Gold                              | Silber                               | Bronze                          |
| ---------- | --------------------------------- | ------------------------------------ | ------------------------------- |
| Herren     | Patrick Chan                      | Takahiko Kozuka                      | Artur Gatschinski               |
| Damen      | Miki Andō                         | Kim Yuna                             | Carolina Kostner                |
| Paare      | Aljona Savchenko / Robin Szolkowy | Tatjana Wolossoschar / Maxim Trankow | Pang Qing / Tong Jian           |
| Eistanz    | Meryl Davis / Charlie White       | Tessa Virtue / Scott Moir            | Maia Shibutani / Alex Shibutani |

## Ergebnisse
- Pkt. = Punkte
- K = Kür
- KP = Kurzprogramm
- KT = Kurztanz

### Herren
Datum: Mittwoch, 27. April 2011, 13:00 Uhr (Kurzprogramm) und Donnerstag, 28. April 2011, 13:30 Uhr (Kür)
| Platz                       | Sportler               | Land                   | Pkt.   | KP | K  |
| --------------------------- | ---------------------- | ---------------------- | ------ | -- | -- |
| 1                           | Patrick Chan           | Kanada                 | 280,98 | 1  | 1  |
| 2                           | Takahiko Kozuka        | Japan                  | 258,41 | 6  | 2  |
| 3                           | Artur Gatschinski      | Russland               | 241,86 | 4  | 3  |
| 4                           | Michal Březina         | Tschechien             | 233,61 | 7  | 5  |
| 5                           | Daisuke Takahashi      | Japan                  | 232,97 | 3  | 6  |
| 6                           | Nobunari Oda           | Japan                  | 232,50 | 2  | 9  |
| 7                           | Florent Amodio         | Frankreich             | 229,68 | 5  | 7  |
| 8                           | Brian Joubert          | Frankreich             | 227,67 | 9  | 4  |
| 9                           | Richard Dornbush       | Vereinigte Staaten     | 222,42 | 11 | 8  |
| 10                          | Javier Fernández López | Spanien                | 218,26 | 14 | 10 |
| 11                          | Ross Miner             | Vereinigte Staaten     | 217,93 | 13 | 11 |
| 12                          | Tomáš Verner           | Tschechien             | 216,87 | 8  | 13 |
| 13                          | Ryan Bradley           | Vereinigte Staaten     | 212,71 | 12 | 12 |
| 14                          | Denis Ten              | Kasachstan             | 209,99 | 10 | 14 |
| 15                          | Peter Liebers          | Deutschland            | 205,59 | 16 | 15 |
| 16                          | Anton Kowalewskyj      | Ukraine                | 201,64 | 17 | 16 |
| 17                          | Kevin van der Perren   | Belgien                | 197,10 | 15 | 18 |
| 18                          | Samuel Contesti        | Italien                | 196,40 | 18 | 17 |
| 19                          | Jorik Hendrickx        | Belgien                | 188,24 | 22 | 19 |
| 20                          | Kevin Reynolds         | Kanada                 | 187,23 | 19 | 21 |
| 21                          | Paolo Bacchini         | Italien                | 183,13 | 23 | 20 |
| 22                          | Song Nan               | Volksrepublik China    | 176,09 | 20 | 23 |
| 23                          | Kim Lucine             | Monaco                 | 171,93 | 24 | 22 |
| 24                          | Joey Russell           | Kanada                 | 168,73 | 21 | 24 |
| Kür nicht erreicht          |                        |                        |        |    |    |
| 25                          | Adrian Schultheiss     | Schweden               | 58,41  | 25 |    |
| 26                          | Viktor Pfeifer         | Österreich             | 56,68  | 26 |    |
| 27                          | Kim Min-seok           | Südkorea               | 56,19  | 27 |    |
| 28                          | Alexander Majorov      | Schweden               | 54,24  | 28 |    |
| 29                          | Maxim Shipov           | Israel                 | 50,10  | 29 |    |
| 30                          | Misha Ge               | Usbekistan             | 49,61  | 30 |    |
| Kurzprogramm nicht erreicht |                        |                        |        |    |    |
| 31                          | Mark Webster           | Australien             |        |    |    |
| 32                          | Justus Strid           | Dänemark               |        |    |    |
| 33                          | David Richardson       | Vereinigtes Königreich |        |    |    |
| 34                          | Tigran Vardanjan       | Ungarn                 |        |    |    |
| 35                          | Mikaël Redin           | Schweiz                |        |    |    |
| 36                          | Kutay Eryoldaş         | Türkei                 |        |    |    |
| 37                          | Stephen Li-Chung Kuo   | Chinesisch Taipeh      |        |    |    |
| 38                          | Bela Papp              | Finnland               |        |    |    |
| 39                          | Harry Hau Yin Lee      | Hongkong               |        |    |    |
| 40                          | Wital Lutschanok       | Belarus                |        |    |    |
| 41                          | Sarkis Hairapetjan     | Armenien               |        |    |    |
| 42                          | Georgi Kentschadse     | Bulgarien              |        |    |    |

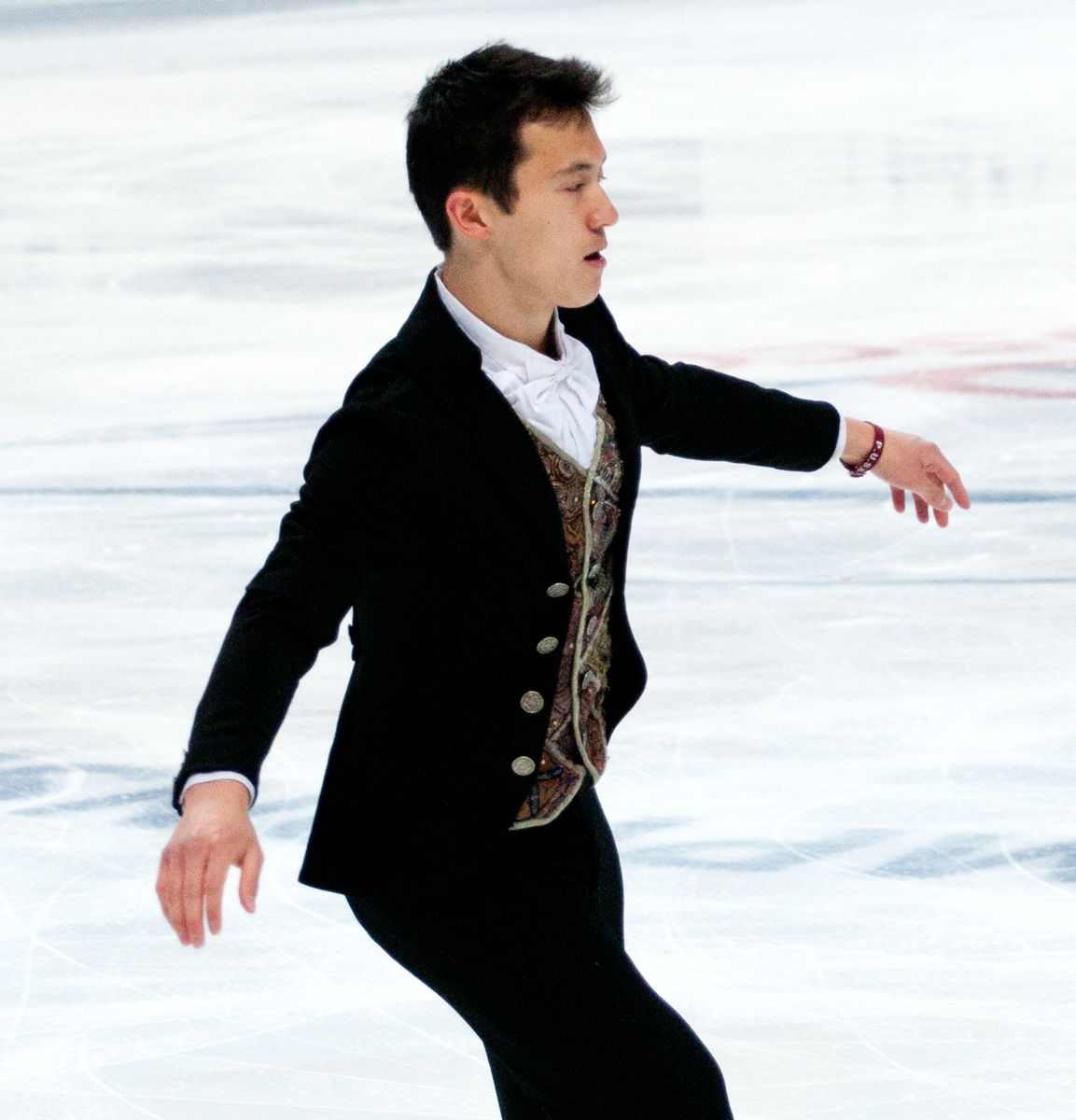
Weltmeister Patrick Chan

Der Kanadier Patrick Chan gewann nach zwei Silbermedaillen in Folge seinen ersten Weltmeisterschaftstitel. Bereits im Kurzprogramm hatte Chan mit 93,02 Punkten den Weltrekord von Jewgeni Pljuschtschenko gebrochen. Dabei zeigte er zu Take Five von Paul Desmond mühelos einen vierfachen Toeloop, einen dreifachen Axel und einen dreifachen Flip und bekam für diese Sprünge Höchstbewertungen in der Ausführung. Seine Kombinationspirouette und seine eingesprungene Sitzpirouette sowie seine Fußarbeit wurden mit Level 4 bewertet und seine Waagepirouette mit Level 3. Auffällig war die Schnelligkeit seiner Darbietung.
So ging Chan mit mehr als zehn Punkten Vorsprung auf Nobunari Oda in die Kür. Trotz des enormen Vorsprungs versuchte Chan diesen nicht einfach zu verwalten. Zur Musik von Andrew Lloyd Webbers Phantom der Oper zeigte er zwei vierfache Toeloops und sechs dreifache Sprünge. Lediglich bei der Landung des Axelsprungs machte er einen kleinen Fehler. Für seine Pirouetten und seine Fußarbeit bekam er erneut Level-3 und Level-4-Bewertungen. Diese Kürleistung brachte Chan 187,96 Punkte und damit verbesserte er den bisherigen Weltrekord in der Kür, der von Daisuke Takahashi gehalten wurde, um 12,12 Punkte. Mit einer Gesamtpunktzahl von 280,98 Punkten pulverisierte Chan auch Takahashis bisherigen Rekord von 264,41 Punkten in der Gesamtleistung um 16,57 Punkte. Chans Weltmeisterschaftstitel war zu keiner Zeit gefährdet, nicht zuletzt da fast allen Verfolgern mehr oder weniger große Fehler unterliefen. Chans Vorsprung auf den Silbermedaillengewinner Takahiko Kozuka betrug über 22 Punkte.
Der amtierende japanische Meister Takahiko Kozuka gewann mit Silber seine erste Medaille bei Weltmeisterschaften. Nach dem Kurzprogramm hatte er noch als schlechtplatziertester Japaner auf dem sechsten Rang gelegen, da er sich nach seinem Axelsprung mit beiden Händen auf dem Eis abstützen musste. Er zeigte keinen vierfachen Sprung im Kurzprogramm, bekam aber für alle seine Pirouetten Level-4-Bewertungen. Ausschlaggebend für den Gewinn der Silbermedaille war Kozukas saubere und künstlerisch anspruchsvolle Kür zu Liszts 1. Klavierkonzert, die eine Verbesserung seiner bisherigen Bestleistung in diesem Segment um mehr als zehn Punkte darstellte und die zweitbeste Kür des Feldes war. Kozuka war nach Missgeschicken seiner Landsleute als letzte Medaillenhoffnung für Japan an den Start gegangen. Er zeigte einen vierfachen Toeloop, zwei dreifache Axel und sechs weitere dreifache Sprünge.
Der erst 17-jährige Russe Artur Gatschinski gewann vor heimischem Publikum bereits bei seiner ersten Weltmeisterschaft die Bronzemedaille. Dies war zuletzt Evan Lysacek bei der Weltmeisterschaft 2005 gelungen. Im Kurzprogramm zeigte Gatschinski als einziger Läufer neben Patrick Chan eine Vierfach-Toeloop-Dreifach-Toeloop-Kombination, stolperte aber unglücklich bei der Landung des dreifachen Rittbergers und rangierte auf dem vierten Platz. In der Kür stand Gatschinski einen vierfachen Toeloop und sieben Dreifachsprünge. Er steigerte seine persönliche Bestleistung, die er nur drei Monate zuvor bei der Europameisterschaft erlaufen hatte, um über 25 Punkte. Gatschinski profitierte jedoch auch von Missgeschicken der Japaner Daisuke Takahashi und Nobunari Oda sowie Fehlern des Tschechen Michal Březina.

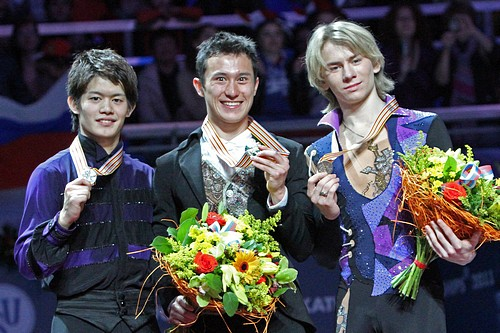
Die Medaillengewinner der Herrenkonkurrenz: (von links) Takahiko Kozuka, Patrick Chan und Artur Gatschinski

Michal Březina lag nach dem Kurzprogramm, bei dem er keinen Vierfachsprung, dafür aber eine leicht überrotierte Dreifach-Flip-Dreifach-Toeloop-Kombination und einen schönen dreifachen Axel zeigte, auf dem siebten Rang. Er startete furios in seine anspruchsvolle Kür mit einem vierfachen Toeloop und einem vierfachen Salchow (seinen ersten Vierfachsprüngen im Wettbewerb), fiel aber zum Ende seiner Kür beim dreifachen Flip und dreifachen Lutz. Damit vergab er die Chance auf seine erste WM-Medaille und wurde wie schon im Vorjahr Vierter.
Der amtierende Weltmeister Daisuke Takahashi lag nach seinem Kurzprogramm, das keinen Vierfachsprung beinhaltete, auf dem dritten Rang. Seine Kür musste er gleich zu Beginn wegen eines Kufenproblems unterbrechen. Bei seinem ersten Sprung, dem vierfachen Toeloop, bemerkte er den Schaden, musste den Sprung abbrechen und nahm eine dreiminütige Auszeit, um das Problem zu beheben. Den Sprung durfte er nach dieser Auszeit laut Reglement nicht wiederholen. Er nahm seine Kür wieder auf, stand eine Dreifach-Flip-Dreifach-Toeloop-Kombination und vier weitere Dreifachsprünge, fiel aber beim dreifachen Salchow und stieg beim dreifachen Axel aus. Am Ende reichte es für den Titelverteidiger zu Platz fünf. Takahashi hatte extra eine notwendige Knieoperation verschoben, um seinen Titel vor heimischem Publikum verteidigen zu können. Nach der Verlegung der WM nach Moskau musste er damit noch länger warten.
Nobunari Oda hatte nach dem Kurzprogramm auf dem zweiten Rang gelegen. Seine Kür wollte er mit einer Kombination aus einem vierfachen Toeloop und einem dreifachen Toeloop beginnen, es wurde aber nur eine Dreifach-Toeloop-Dreifach-Toeloop-Kombination. Damit hatte er das erlaubte Limit an dreifachen Toeloops für seine Kür bereits überschritten, zeigte aber dennoch einen weiteren dreifachen Toeloop in einer Dreifach-Axel-Dreifach-Toeloop-Kombination und bekam keine Punkte dafür. Ein Fehler dieser Art war Oda nicht zum ersten Mal passiert. Durch ihn verlor er ca. 13 Punkte und somit die langersehnte Medaille. Er wurde Sechster.
Brian Joubert stieg im Kurzprogramm aus seinem zur Kombination gehörigen vierfachen Toeloop aus und handelte sich damit schon einen großen Rückstand ein. Seine gute Kür, die viertbeste des Feldes, half ihm nur noch, sich um einen Rang, auf den achten Platz zu verbessern. Es war das erste Mal seit 2005, dass Joubert bei einer Weltmeisterschaft ohne Medaille blieb. Jouberts Landsmann, der amtierende Europameister Florent Amodio, landete einen Platz vor Joubert, obwohl er keinen einzigen Vierfachsprung zeigte und in seiner Kür zu Musik mit Gesang lief, was laut Reglement untersagt ist, jedoch zu keinem Punktabzug führte.
Richard Dornbush gelang es mit Platz neun bei seinem Weltmeisterschaftsdebüt als einzigem der drei US-Amerikaner unter die besten Zehn zu kommen. Ross Miner, der ebenfalls debütierte, belegte den elften Platz und der amtierende US-Meister Ryan Bradley den dreizehnten Platz. Es war das schlechteste Abschneiden der USA in der Herrenkonkurrenz seit dem Zweiten Weltkrieg. Der Spanier Javier Fernández López verbesserte sich erneut bei Weltmeisterschaften, diesmal um zwei Ränge auf den zehnten Platz. Nach dem Kurzprogramm hatte er noch auf dem vierzehnten Platz gelegen, verbesserte sich aber durch seine Kür, in der er erstmals überhaupt zwei Vierfachsprünge (Toeloop und Salchow) zeigte, um vier Ränge.
Tomáš Verner hatte sowohl im Kurzprogramm wie auch in der Kür große Schwierigkeiten beim vierfachen Toeloop. Am Ende reichte es für ihn nur zum zwölften Platz. Auch die arrivierten Läufer Kevin van der Perren und Samuel Contesti konnten die Erwartungen als 17. bzw. 18. nicht erfüllen. Der Kasache Denis Ten fiel nach Platz 10 im Kurzprogramm nach zahlreichen Fehlern in der Kür auf den 14. Platz zurück. Der einzige deutsche Starter Peter Liebers konnte sich im vierten Anlauf erstmals für das Finale einer WM qualifizieren und erreichte nach persönlichen Bestleistungen in Kurzprogramm, Kür und Gesamtleistung mit Platz 15 somit sein bestes WM-Ergebnis.
Durch die Aufwertung von Vierfachsprüngen im Reglement wurden im Vergleich zu vorangegangenen Weltmeisterschaften und besonders der Weltmeisterschaft im Vorjahr viel mehr Vierfachsprünge gezeigt. Patrick Chan, Michal Březina und Javier Fernández López zeigten zwei Vierfachsprünge in der Kür, Březina und Fernández López sogar zwei verschiedene (Toeloop und Salchow). Takahiko Kozuka und Michal Březina waren die einzigen Läufer unter den besten Zehn, die vor dem eigentlichen Wettkampf auch noch die Qualifikation zu bestreiten hatten. Kozuka gewann die Qualifikation, Březina qualifizierte sich als Vierter für den Hauptwettkampf.

### Damen
Datum: Freitag, 29. April 2011, 13:30 Uhr (Kurzprogramm) und Samstag, 30. April 2011, 13:30 Uhr (Kür)
| Platz                       | Sportler              | Land                   | Pkt.   | KP | K  |
| --------------------------- | --------------------- | ---------------------- | ------ | -- | -- |
| 1                           | Miki Andō             | Japan                  | 195,79 | 2  | 1  |
| 2                           | Kim Yu-na             | Südkorea               | 194,50 | 1  | 2  |
| 3                           | Carolina Kostner      | Italien                | 184,68 | 6  | 3  |
| 4                           | Aljona Leonowa        | Russland               | 183,92 | 5  | 4  |
| 5                           | Alissa Czisny         | Vereinigte Staaten     | 182,25 | 4  | 5  |
| 6                           | Mao Asada             | Japan                  | 172,79 | 7  | 6  |
| 7                           | Xenija Makarowa       | Russland               | 167,22 | 3  | 9  |
| 8                           | Kanako Murakami       | Japan                  | 167,10 | 10 | 7  |
| 9                           | Kiira Korpi           | Finnland               | 164,80 | 9  | 8  |
| 10                          | Elene Gedewanischwili | Georgien               | 156,24 | 15 | 10 |
| 11                          | Sarah Hecken          | Deutschland            | 155,83 | 12 | 11 |
| 12                          | Rachael Flatt         | Vereinigte Staaten     | 154,61 | 8  | 14 |
| 13                          | Cynthia Phaneuf       | Kanada                 | 152,78 | 13 | 12 |
| 14                          | Maé-Bérénice Méité    | Frankreich             | 150,44 | 11 | 15 |
| 15                          | Joshi Helgesson       | Schweden               | 149,08 | 16 | 13 |
| 16                          | Amélie Lacoste        | Kanada                 | 144,76 | 14 | 18 |
| 17                          | Viktoria Helgesson    | Schweden               | 142,52 | 24 | 16 |
| 18                          | Geng Bingwa           | Volksrepublik China    | 140,78 | 19 | 17 |
| 19                          | Ira Vannut            | Belgien                | 138,28 | 17 | 20 |
| 20                          | Juulia Turkkila       | Finnland               | 136,68 | 22 | 19 |
| 21                          | Cheltzie Lee          | Australien             | 133,65 | 18 | 21 |
| 22                          | Jelena Glebova        | Estland                | 124,78 | 20 | 22 |
| 23                          | Iryna Mowtschan       | Ukraine                | 123,15 | 23 | 23 |
| 24                          | Jenna McCorkell       | Vereinigtes Königreich | 121,76 | 21 | 24 |
| Kür nicht erreicht          |                       |                        |        |    |    |
| 25                          | Sonia Lafuente        | Spanien                | 44,59  | 25 |    |
| 26                          | Karina Johnson        | Dänemark               | 42,19  | 26 |    |
| 27                          | Bettina Heim          | Schweiz                | 37,23  | 27 |    |
| 28                          | Daša Grm              | Slowenien              | 36,63  | 28 |    |
| 29                          | Belinda Schönberger   | Österreich             | 35,73  | 29 |    |
| 30                          | Viktória Pavuk        | Ungarn                 | 33,70  | 30 |    |
| Kurzprogramm nicht erreicht |                       |                        |        |    |    |
| 31                          | Roberta Rodeghiero    | Italien                |        |    |    |
| 32                          | Sabina Măriuță        | Rumänien               |        |    |    |
| 33                          | Kwak Min-jung         | Südkorea               |        |    |    |
| 34                          | Birce Atabey          | Türkei                 |        |    |    |
| 35                          | Mericien Venzon       | Philippinen            |        |    |    |
| 36                          | Lejeanne Marais       | Südafrika              |        |    |    |
| 37                          | Christina Wassilewa   | Bulgarien              |        |    |    |
| 38                          | Melinda Wang          | Chinesisch Taipeh      |        |    |    |
| 39                          | Clara Peters          | Irland                 |        |    |    |
| 40                          | Taryn Jurgensen       | Thailand               |        |    |    |
| 41                          | Mary Ro Reyes         | Mexiko                 |        |    |    |
| 42                          | Georgia Glastris      | Griechenland           |        |    |    |
| 43                          | Marina Seeh           | Serbien                |        |    |    |
| 44                          | Tiffany Packard Yu    | Hongkong               |        |    |    |

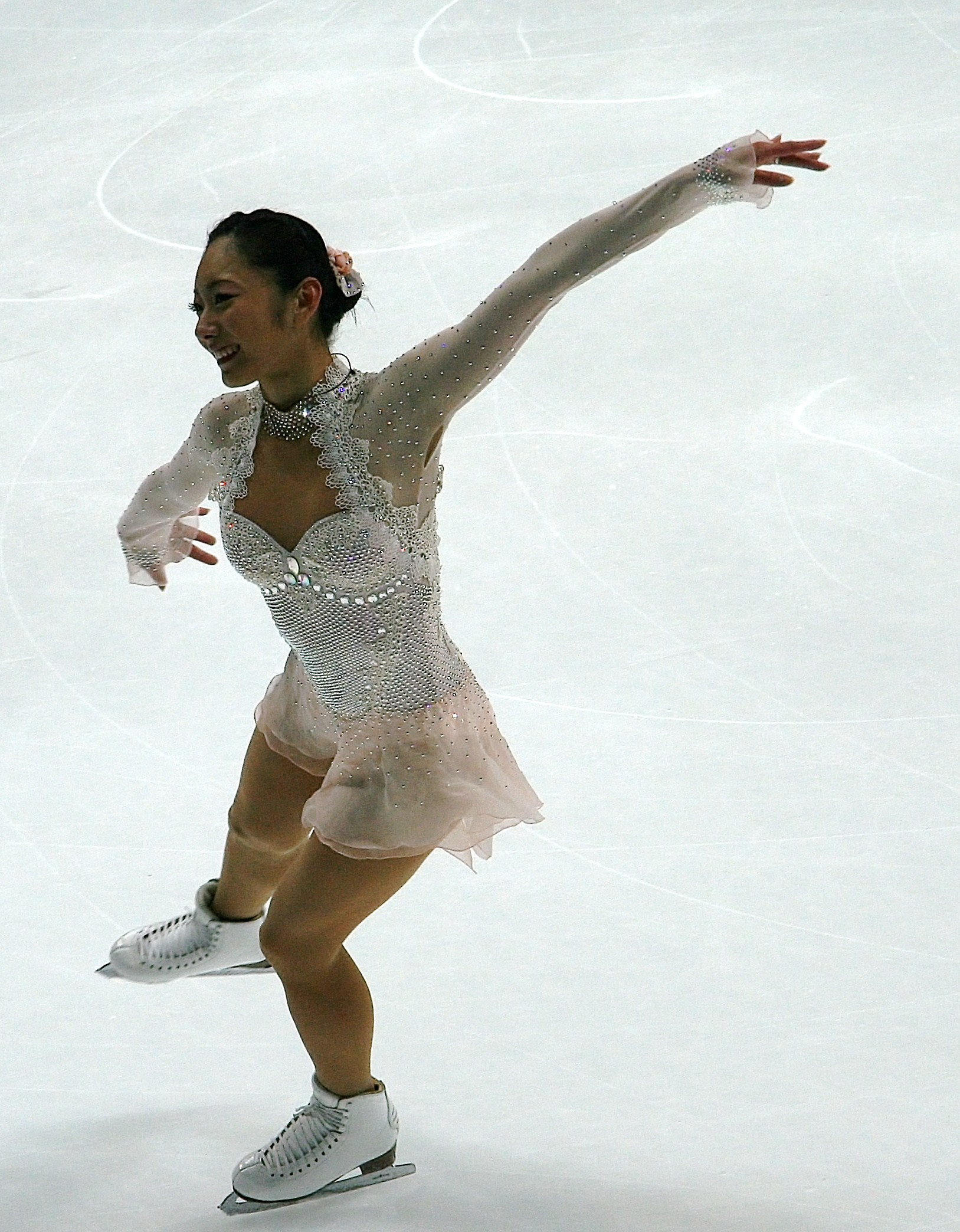
Weltmeisterin Miki Andō

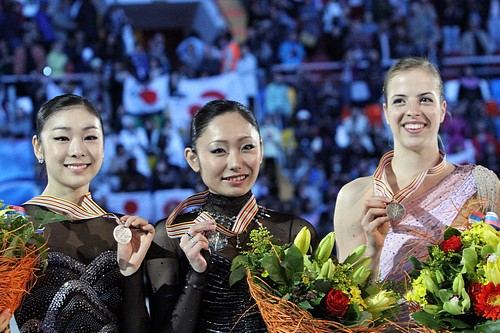
Die Medaillengewinner der Damenkonkurrenz: (von links) Kim Yu-na, Miki Andō und Carolina Kostner

Die japanische Meisterin Miki Andō wurde überraschend zum zweiten Mal in ihrer Karriere Weltmeisterin.
Die Favoritin Kim Yuna aus Südkorea machte ungewohnte Fehler in Kurzprogramm und Kür, sodass Andōs eher konservative Strategie knapp aufging. Wie im Jahr zuvor reichte es für Kim Yuna nur zur Silbermedaille.
Bronze ging an Carolina Kostner, die sich durch ihre Kür um drei Plätze verbessern konnte. Knapp dahinter folgte die Russin Aljona Leonowa auf Platz vier und die US-Amerikanerin Alissa Czisny auf Platz fünf.
Titelverteidigerin Mao Asada konnte nicht in den Kampf um die Medaillen eingreifen und wurde Sechste.

### Paare
Datum: Mittwoch, 27. April 2011, 18:30 Uhr (Kurzprogramm) und Donnerstag, 28. April 2011, 18:30 Uhr (Kür)
| Platz              | Sportler                                  | Land                   | Pkt.   | KP | K  |
| ------------------ | ----------------------------------------- | ---------------------- | ------ | -- | -- |
| 1                  | Aljona Savchenko / Robin Szolkowy         | Deutschland            | 217,85 | 2  | 1  |
| 2                  | Tatjana Wolossoschar / Maxim Trankow      | Russland               | 211,73 | 3  | 2  |
| 3                  | Pang Qing / Tong Jian                     | Volksrepublik China    | 204,12 | 1  | 3  |
| 4                  | Juko Kawaguti / Alexander Smirnow         | Russland               | 187,36 | 5  | 4  |
| 5                  | Wera Basarowa / Juri Larionow             | Russland               | 187,13 | 4  | 5  |
| 6                  | Caitlin Yankowskas / John Coughlin        | Vereinigte Staaten     | 175,94 | 8  | 6  |
| 7                  | Meagan Duhamel / Eric Radford             | Kanada                 | 173,03 | 7  | 7  |
| 8                  | Kirsten Moore-Towers / Dylan Moscovitch   | Kanada                 | 163,17 | 10 | 8  |
| 9                  | Narumi Takahashi / Mervin Tran            | Japan                  | 160,10 | 6  | 10 |
| 10                 | Stefania Berton / Ondřej Hotárek          | Italien                | 157,15 | 9  | 11 |
| 11                 | Amanda Evora / Mark Ladwig                | Vereinigte Staaten     | 155,91 | 11 | 9  |
| 12                 | Maylin Hausch / Daniel Wende              | Deutschland            | 149,65 | 12 | 12 |
| 13                 | Zhang Yue / Wang Lei                      | Volksrepublik China    | 147,38 | 13 | 13 |
| 14                 | Dong Huibo / Wu Yiming                    | Volksrepublik China    | 137,75 | 14 | 14 |
| 15                 | Klára Kadlecová / Petr Bidař              | Tschechien             | 132,51 | 15 | 15 |
| 16                 | Natalja Zabijako / Sergei Kulbach         | Estland                | 126,56 | 16 | 16 |
| Kür nicht erreicht |                                           |                        |        |    |    |
| 17                 | Stacey Kemp / David King                  | Vereinigtes Königreich | 44,14  | 17 |    |
| 18                 | Adeline Canac / Yannick Bonheur           | Frankreich             | 43,92  | 18 |    |
| 19                 | Ljubou Bakirawa / Mikalaj Kamjantschuk    | Belarus                | 38,20  | 19 |    |
| 20                 | Danielle Montalbano / Evgeni Krasnopolski | Israel                 | 37,43  | 20 |    |
| 21                 | Stina Martini / Severin Kiefer            | Österreich             | 35,34  | 21 |    |
| 22                 | Alexandra Malachowa / Leri Kentschadse    | Bulgarien              | 30,10  | 22 |    |

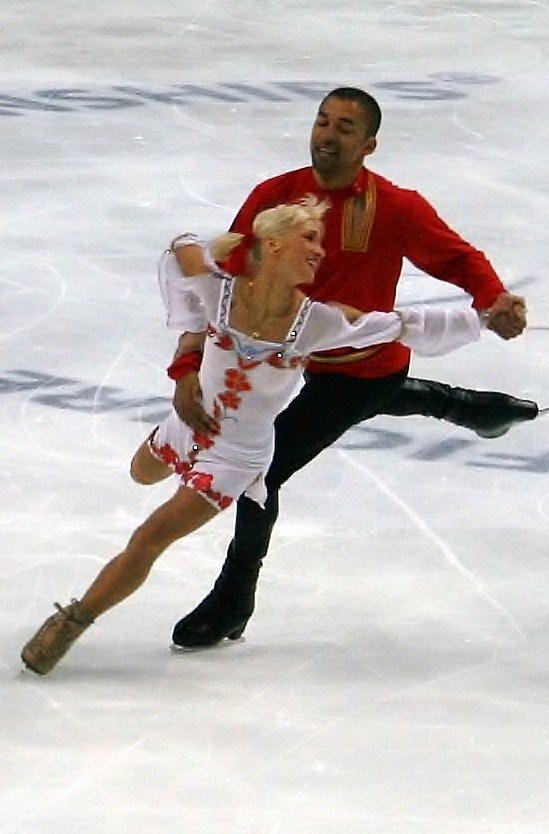
Die Paarweltmeister Aljona Savchenko und Robin Szolkowy

Aljona Savchenko und Robin Szolkowy gewannen ihren dritten Weltmeisterschaftstitel. Dabei stellten sie mit ihrer sauber ausgeführten Kür zur Musik vom rosaroten Panther einen neuen Weltrekord von 144,87 Punkten auf. Auch ihre Gesamtpunktzahl von 217,85 Punkten bedeutete Weltrekord.
Für eine Überraschung sorgte das neu zusammengestellte russische Paar Tatjana Wolossoschar und Maxim Trankow, das auf Anhieb die Silbermedaille gewinnen konnte. Dabei gelang ihm mit 211,73 Punkten ein beachtliches Ergebnis. Die Titelverteidiger Pang Qing und Tong Jian aus China errangen die Bronzemedaille. Nach dem Kurzprogramm hatten sie noch in Führung gelegen, blieben in der Kür aber nicht fehlerfrei.

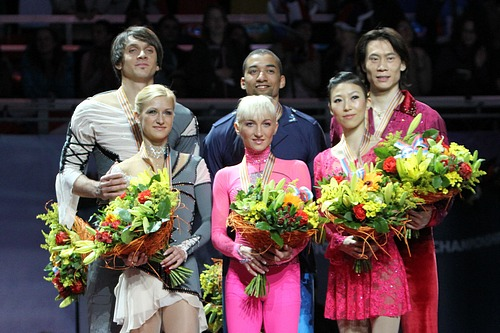
Die Medaillengewinner der Paarkonkurrenz: (von links) Tatjana Wolossoschar und Maxim Trankow, Aljona Savchenko und Robin Szolkowy, Pang Qing und Tong Jian

Das vermeintlich stärkste russische Paar Juko Kawaguti und Alexander Smirnow, das noch bei der Europameisterschaft nur knapp Savchenko und Szolkowy unterlegen war, wurde Vierter. Schon nach dem Kurzprogramm hatte das Paar seine Chancen auf eine Medaille größtenteils verspielt. Auf dem fünften Platz folgte das dritte russische Paar bestehend aus Wera Basarowa und Juri Larionow.
Das beste nordamerikanische Paar waren auf Platz sechs die US-Amerikaner Caitlin Yankowskas und John Coughlin, knapp vor den Kanadiern Meagan Duhamel und Eric Radford, die Siebte wurden. Radford wurde im Kurzprogramm beim Wurflutz verletzt. Der Ellenbogen seiner Partnerin brach ihm das Nasenbein. Obwohl die Nase blutete, unterbrach der Schiedsrichter das Programm nicht.
Das zweite deutsche Paar Maylin Hausch und Daniel Wende zeigte erstmals in beiden Programmteilen einen dreifachen Wurflutz.

### Eistanz
Datum: Freitag, 29. April 2011, 18:30 Uhr (Kurztanz) und Samstag, 30. April 2011, 18:30 Uhr (Kür)
| Platz                       | Sportler                                    | Land                   | Pkt.   | KT | K  |
| --------------------------- | ------------------------------------------- | ---------------------- | ------ | -- | -- |
| 1                           | Meryl Davis / Charlie White                 | Vereinigte Staaten     | 185,27 | 2  | 1  |
| 2                           | Tessa Virtue / Scott Moir                   | Kanada                 | 181,79 | 1  | 2  |
| 3                           | Maia Shibutani / Alex Shibutani             | Vereinigte Staaten     | 163,79 | 4  | 3  |
| 4                           | Nathalie Péchalat / Fabian Bourzat          | Frankreich             | 163,54 | 3  | 6  |
| 5                           | Kaitlyn Weaver / Andrew Poje                | Kanada                 | 160,32 | 7  | 4  |
| 6                           | Jekaterina Bobrowa / Dmitri Solowjow        | Russland               | 160,23 | 5  | 5  |
| 7                           | Jelena Iljinych / Nikita Kazalapow          | Russland               | 154,50 | 6  | 10 |
| 8                           | Anna Cappellini / Luca Lanotte              | Italien                | 153,77 | 8  | 9  |
| 9                           | Madison Chock / Greg Zuerlein               | Vereinigte Staaten     | 151,86 | 9  | 7  |
| 10                          | Vanessa Crone / Paul Poirier                | Kanada                 | 151,13 | 10 | 8  |
| 11                          | Nelli Schiganschina / Alexander Gazsi       | Deutschland            | 140,95 | 12 | 11 |
| 12                          | Pernelle Carron / Lloyd Jones               | Frankreich             | 140,86 | 11 | 12 |
| 13                          | Cathy Reed / Chris Reed                     | Japan                  | 133,33 | 13 | 13 |
| 14                          | Isabella Tobias / Deividas Stagniūnas       | Litauen                | 131,01 | 14 | 14 |
| 15                          | Siobhan Heekin-Canedy / Oleksandr Schakalow | Ukraine                | 128,70 | 15 | 15 |
| 16                          | Penny Coomes / Nicholas Buckland            | Vereinigtes Königreich | 126,29 | 17 | 16 |
| 17                          | Huang Xintong / Zheng Xun                   | Volksrepublik China    | 123,01 | 16 | 17 |
| 18                          | Allison Reed / Otar Dschaparidse            | Georgien               | 120,11 | 19 | 18 |
| 19                          | Charlène Guignard / Marco Fabbri            | Italien                | 120,02 | 18 | 19 |
| 20                          | Louise Walden / Owen Edwards                | Vereinigtes Königreich | 116,52 | 20 | 20 |
| Kür nicht erreicht          |                                             |                        |        |    |    |
| 21                          | Dóra Turóczi / Balázs Major                 | Ungarn                 | 45,41  | 21 |    |
| 22                          | Lucie Myslivečková / Matěj Novák            | Tschechien             | 45,02  | 22 |    |
| 23                          | Sara Hurtado / Adrià Díaz                   | Spanien                | 44,98  | 23 |    |
| 24                          | Brooke Frieling / Lionel Rumi               | Israel                 | 44,43  | 24 |    |
| 25                          | Ramona Elsener / Florian Roost              | Schweiz                | 41,58  | 25 |    |
| Kurzprogramm nicht erreicht |                                             |                        |        |    |    |
| 26                          | Kira Geil / Tobias Eisenbauer               | Österreich             |        |    |    |
| 27                          | Danielle O’Brien / Gregory Merriman         | Australien             |        |    |    |
| 28                          | Zsuzsanna Nagy / Máté Fejes                 | Ungarn                 |        |    |    |
| 29                          | Katelyn Good / Nikolaj Sørensen             | Dänemark               |        |    |    |
| 30                          | Corenne Bruhns / Benjamin Westenberger      | Mexiko                 |        |    |    |
| 31                          | Kristina Tremasowa / Dimitar Litschew       | Bulgarien              |        |    |    |
| 32                          | Lessja Waladsenkawa / Witali Wakunow        | Belarus                |        |    |    |

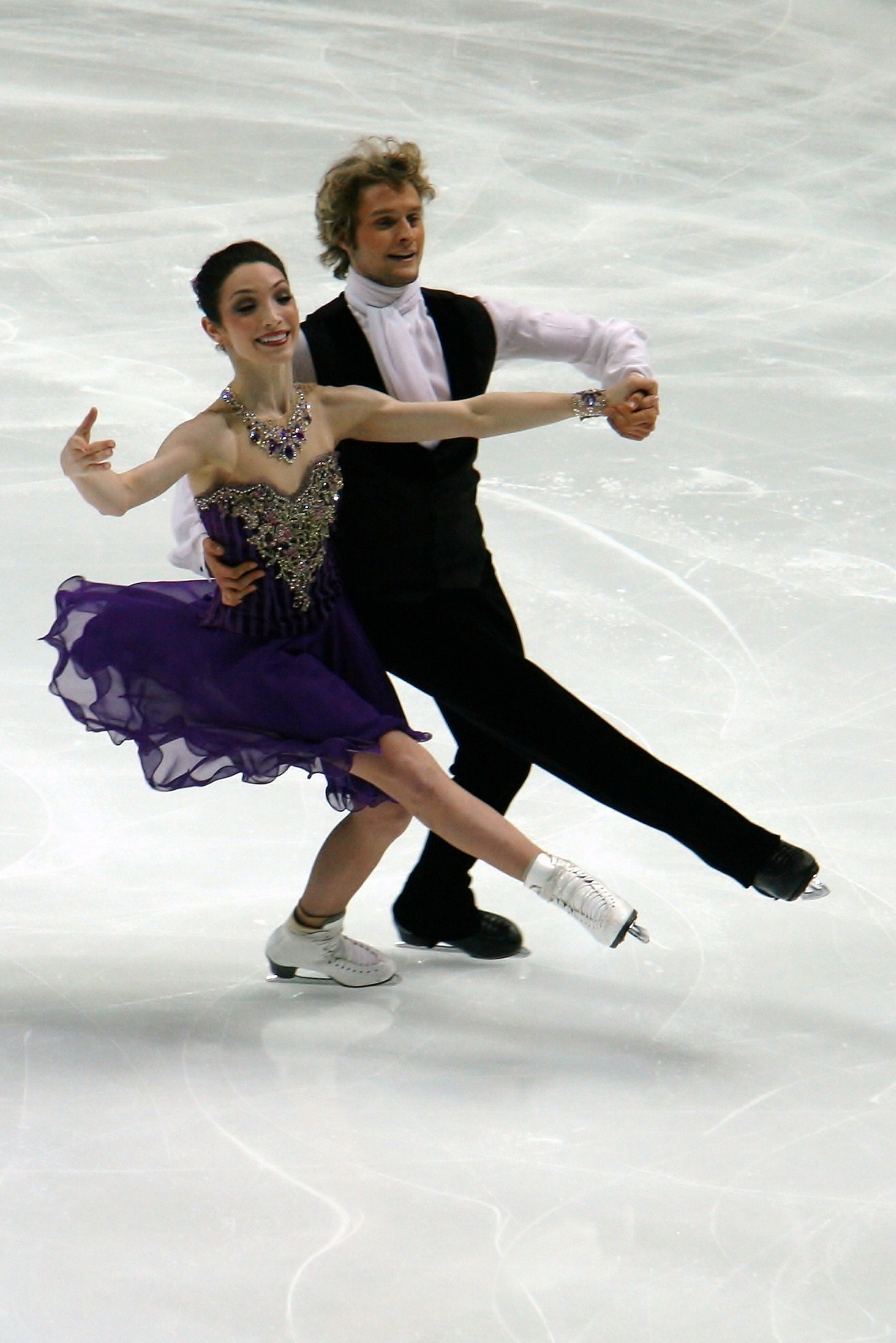
Die Eistanzweltmeister Meryl Davis und Charlie White

Meryl Davis und Charlie White wurden als erstes US-amerikanisches Eistanzpaar in der Geschichte Weltmeister.
Nach dem Kurzprogramm hatten noch die kanadischen Titelverteidiger und Olympiasieger Tessa Virtue und Scott Moir mit Weltrekord geführt, ehe Davis und White mit Weltrekord in der Kür das Blatt wendeten. Auch in der Gesamtleistung stellten die US-Amerikaner einen neuen Weltrekord auf. Beide Paare liefen in einer eigenen Liga und hatten fast zwanzig Punkte Vorsprung auf die Drittplatzierten.
Die Bronzemedaille ging überraschend an die erst 16 bzw. 20-jährigen WM-Debütanten Maia und Alex Shibutani aus den USA. Einen Podiumsplatz bei einem WM-Debüt hatten zuletzt Anschelika Krylowa und Wladimir Fjodorow im Jahr 1993 erreicht. Die Shibutanis profitierten vom Sturz von Fabian Bourzat in der Kür, der mit Nathalie Péchalat nach dem Kurzprogramm noch auf dem Bronzerang gelegen hatte. Den Europameistern aus Frankreich blieb somit wie im Vorjahr nur der vierte Platz.
Es war das erste Mal, dass bei Weltmeisterschaften kein europäisches Eistanzpaar unter den Medaillengewinnern war. Alle drei Eistanzpaare, die auf dem Podium standen, wurden von Igor Schpilband und Marina Sujewa in Detroit trainiert.
Mit der viertbesten Kür schoben sich die Kanadier Kaitlyn Weaver und Andrew Poje vom siebten auf den fünften Platz und somit vor die beiden russischen Eistanzpaare Jekaterina Bobrowa und Dmitri Solowjow sowie Jelena Iljinych und Nikita Kazalapow. Die Italiener Anna Cappellini und Luca Lanotte wurden Achte.

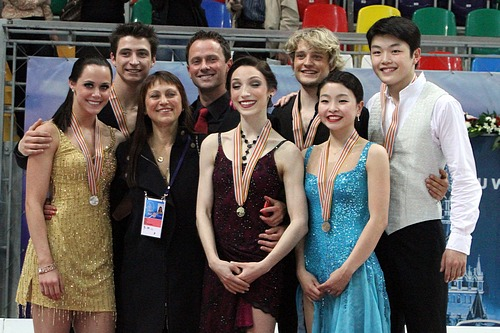
Die Medaillengewinner der Eistanzkonkurrenz mit ihren Trainern Igor Schpilband und Marina Sujewa